# 姉崎公美
姉崎 公美（あねざき くみ、1954年7月3日 - ）は、日本の女優。東京都出身。

## 出演作品

### テレビ
- 仮面ライダーシリーズ
  - 仮面ライダースーパー1 第24話「レッツゴー!! ジュニア・ライダー隊」（1981年） - 木谷教授の妻
  - 仮面ライダーBLACK 第38話「謎!? EP党少年隊」（1988年）
- Gメン'75 　第321話 「キャンピングカーに乗った鬼婆」（1981年）− 時代劇の若夫婦
- 松本清張の時間の習俗（1982年） - 幼稚園の先生
- 赤かぶ検事奮戦記
- 教師びんびん物語II 第1回「帰ってきた龍之介」（1989年、フジテレビ）
- 恐竜戦隊ジュウレンジャー 第3話「戦え絶望の大地」、第4話「甦れ伝説の武器」（1992年） - 宏のお母さん
- HOTEL 第3シリーズ 第8話「にせベルガール」（1994年） - 翔太の母親
- GTO（1998年）
- 殺意のお茶会
- 牡丹と薔薇

### 吹き替え
- アグリー・ベティ2 #1
- ER緊急救命室シリーズ
  - シーズンⅤ #21（ハロルド夫人〈マーシャル・ロッド〉）
  - シーズンⅥ #2（デブラ・ウェックスラー〈バーティラ・ダマス〉）
  - シーズンⅦ #10（デブラ・ハリス〈リンダ・ボイド〉）
  - シーズンⅧ #11（メリル・サイト〈シェリル・ホワイト〉）
  - シーズンⅩⅢ #5（ソニヤ・エイムス〈ロビー・チョン〉）
- クリミナル・マインド2 FBI行動分析課 #6
- コールドケース6 #5（現在のノラ）
- サン・ピエールの未亡人
- シャンプー台のむこうに
- ゾディアック
- デンジャラス・ビューティー2
- ヘドウィグ・アンド・アングリーインチ（フィリス・スタイン）

### 舞台
- ヴェニスの商人（1983年） - バサーニオー[2]
- スタア（1986年） - 政子[3]
- 父親の肖像（1988年） - 大村イチ子[4]
- エデンの東
- ベニスの商人
- 猫の恋、昴は天にのぼりつめ
- 二・二六事件の目撃者
- リチャード二世
- アルジャーノンに花束を
- 危機一髪

### CM
- いすゞ自動車